# Personaggi di Star Wars: Knights of the Old Republic
Questa è la lista dei personaggi della serie di videogiochi dell'Universo espanso di Guerre stellari Star Wars: Knights of the Old Republic, che comprende i personaggi di Star Wars: Knights of the Old Republic e di Star Wars: Knights of the Old Republic II: The Sith Lords.

## Personaggi giocanti

### Revan
Revan è un Signore dei Sith la cui memoria è stata cancellata e riscritta dai Jedi come soldato della Repubblica. Canonicamente, Revan è un maschio e segue la via del lato chiaro, ma il giocatore può scegliere di farne un personaggio femminile e/o fargli seguire la via del lato oscuro.

### Meetra Surik (l'Esule Jedi)
L'Esule Jedi, nota anche semplicemente come l'Esule, è la protagonista e il personaggio giocante del secondo videogioco. È canonicamente femmina e segue la via del lato chiaro, ma il giocatore può scegliere il sesso e decidere quale via prendere. Molto tempo dopo la pubblicazione del gioco, il personaggio fu battezzato ufficialmente come Meetra Surik.

## Altri personaggi giocabili

### Personaggi ricorrenti

#### Canderous Ordo
Canderous Ordo è un soldato veterano delle guerre mandaloriane che ha combattuto per il suo popolo. È il miglior guerriero dopo Mandalore stesso (il capo mandaloriano in carica allora).
Cinque anni dopo la sconfitta sul pianeta Malachor V, Canderous viene assunto come mercenario per il signore del crimine Davik Kang sul pianeta Taris. Quando i Sith di Darth Malak bloccano il pianeta sotto quarantena, Canderous decide che è ormai giunto il tempo di fuggire.
Incontrando Revan in un locale, mettono a punto assieme un piano per rubare la nave Ebon Hawk di Davik per fuggire dal pianeta. Da qui Canderous rimane fedele al gruppo e partecipa attivamente nella ricerca della Star Forge. Durante le pause, sulla Ebon Hawk racconta all'equipaggio molte storie di guerra riguardanti il clan Ordo.
Quando Canderous scopre chi sia realmente Revan, decide di seguirlo qualunque cosa accada perché pensa di trarre onore dalle battaglie che sarebbero venute.
Un anno dopo la guerra della Star Forge, Revan decide di abbandonare tutti i compagni, la nave e i droidi per una missione in solitaria verso l'Anello Esterno. Lascia a Canderous l'ordine di riunire i clan mandaloriani sotto la sua guida. Da qui Canderous Ordo scompare diventando Mandalore, il capo dei mandaloriani.
Quattro anni dopo, nel 3.951 BBY, Canderous si ritrova sulla luna orbitante intorno a Onderon, Dxun, nel nuovo campo mandaloriano fondato da lui stesso.
Ha ritrovato l'elmo del Mandalore, e ha creato una armatura speciale di colore argenteo, che serve a sostenerlo tramite cure e sostanze varie.
Quando l'Esule arriva su Dxun, Mandalore gli propone di guadagnare un poco di prestigio per "comprarsi" un viaggio verso Onderon sfruttando la sua navetta da guerra chiamata Basilisk.
Prima di partire, Kreia ricatta Canderous dicendogli di seguire l'Esule in cambio di informazioni su Revan, e della spiegazione sul suo passato. Il prode guerriero cede al ricatto con malevolenza e segue l'Esule per tutto il viaggio, fornendo impianti per rigenerare ferite, e rivelandosi molto utile nella pianificazione per l'abbordaggio della Ravager, la nave di Darth Nihilus, fino alla battaglia finale su Malachor V. È doppiato da John Cygan.

#### T3-M4
T3-M4 è un droide astromeccanico che appare in entrambi i giochi. È stato costruito da una twi'lek di Taris di nome Janice Nall per il signore del crimine locale, Davik Kang. Tra le abilità del droide c'è la crittoanalisi e l'upgrade di armature e armi. Se il giocatore tenta di comunicare con T3 gli verrà risposto con una semplice serie di bip, come con R2-D2.

#### HK-47
HK-47 è un droide assassino di proprietà di Revan, che appare in entrambi i giochi. Nel 2003 HK-47 vinse il premio "NPC of the Year" da parte del Computer Gaming World, e l'anno successivo vinse la categoria "Original Game Character of the Year" ai Game Developers Choice Awards. È doppiato da Kristoffer Tabori.

### Personaggi diKnights of the Old Republic

#### Carth Onasi
Carth Onasi è un soldato ed esperto pilota della Repubblica, e anche il primo personaggio a diventare un membro del gruppo nel primo gioco. Egli è un'opzione romantica per il Revan femmina. Durante le guerre mandaloriane, Carth serve sotto l'Ammiraglio Saul Karath, che diviene il suo mentore e, successivamente, oggetto di vendetta. Incontra Revan mentre i due sono in fuga dalla Endar Spire, a seguito di un attacco Sith sulla nave. Da allora diviene un membro del gruppo. È doppiato da Raphael Sbarge.

#### Mission Vao
Mission Vao è una ragazza twi'lek orfana, che non conosce i propri genitori. L'unico membro della famiglia che conosce è suo fratello maggiore Griff, di cui ha un ricordo brutto. Un tempo Griff chiedeva prestiti per degli strani schemi per arricchirsi in modo facile e veloce, che portavano sempre al fallimento, e non era mai in grado di ripagare il debito. Dovette lasciare il pianeta natale per fuggire dai creditori. Sua sorella ha solo cinque anni in quel periodo, ma si ricorda ancora, dieci anni dopo, come su Taris la vita fosse difficile.
Su Taris, la loro vita è molto più dura. Griff e Mission devono sopravvivere nei bassifondi della città, popolati da feccia e da bande criminali. Anche se Griff le insegna diversi trucchi per agire da hacker, da ladra e facendole imparare tecniche di sopravvivenza, di solito passa il tempo a bere e a giocare, nonché spendere crediti per certi progetti di arricchimento facile. Griff spesso visita il bar della città bassa per giocare a pazaak. Qui incontra Lena, una ragazza cubista e si innamora di lei. Siccome è costantemente inseguito dai creditori, Griff deve fuggire ancora dal pianeta, ed è obbligato a lasciare la sorella di dodici anni, promettendo di tornare quando avrebbe avuto abbastanza denaro.
Senza il fratello a proteggerla, Mission è costretta a trovare altri modi per sopravvivere. Incontra per caso Zaalbar, uno wookiee, in un bar dei bassifondi, e diventano presto amici. Per due anni rimangono assieme, lei insegnandogli dei trucchi per scassinare e rubare, e lui a proteggerla dai malintenzionati. Nel 3.956 BBY, Carth Onasi e l'ignaro Revan incontrano i due amici, che si rivelano importanti in quanto aiutano i due ad entrare nella base segreta Vulkar. Vedendo che Revan è uno straniero della zona, Mission gli rivela diverse informazioni sulla città e sulle bande che la popolano, e lo guida verso un'altra base, quella degli Hidden Bek, che considera più onesti e onorevoli degli altri.
Da quel momento, Mission e Zaalbar aiutano Revan durante il viaggio sulla Ebon Hawk rubata a Davik Kang per fuggire dal pianeta. Zaalbar si lega a Revan con un debito di vita, che gli impone di servirlo come un padrone. Durante il viaggio Mission incontra Lena, la fidanzata di suo fratello. Da lei viene a sapere che Griff lavora per la Czerka Corporation e dice che Griff l'aveva voluta lasciare indietro. Mission si sente tradita, e tuttavia è contenta di sentire che il suo scellerato fratello è ancora vivo.
Su Tatooine, Revan e Mission trovano Griff prigioniero nell'enclave dei tusken. Dopo averlo salvato, Griff propone un altro affare scombinato: usare ghiandole di tach per distillare della birra tarisiana. Anche questo piano fallisce e lo mette nei guai con lo Scambio, una potente organizzazione criminale. Mission comunque decide di accettare il fratello così com'è, e di mettere una pietra sopra al passato.
Mission segue Revan fino alla fine, fabbricando per lui dei componenti informatici, e dopo la distruzione della Star Forge viene insignita di una medaglia detta Croce della Gloria da Maestro Vandar Tokare.
Se Revan accetta l'offerta di Bastila e torna al lato oscuro, al ritorno verso la Ebon Hawk chiedono al gruppo di unirsi a loro. Mission rifiuta e viene uccisa da Revan, oppure Revan costringe Zaalbar a ucciderla persuadendolo con la Forza per onorare il debito di vita. È doppiata da Cat Taber.

#### Zaalbar
Zaalbar nasce su Kashyyyk. Ha un fratello, Chuundar.
Zaalbar è stato esiliato dal suo villaggio natale perché era diventato un "artiglio pazzo" (termine che i Wookiee usano per indicare chi colpisce o ferisce un compagno, senza ragione apparente). Zaalbar, senza più una casa, viaggia verso Taris, dove incontra la giovane twi'lek Mission Vao. Diventano subito amici, e lo strano duo comincia a rifarsi una vita nei bassifondi della città.
Zaalbar difende la ragazza dai criminali e dalla feccia che abita quella zona, mentre lei procura il necessario per vivere.
Poco dopo l'arrivo del dimentico Revan, Zaalbar viene catturato da schiavisti gamorreani. Dopo essere stato liberato da Revan, giura un debito di vita al ragazzo, aggregandosi al gruppo e convincendo Mission a seguirlo.
Sulla Ebon Hawk, Zaalbar fornisce al gruppo delle granate.
Quando Revan e i suoi compagni arrivano su Kashyyyk, Zaalbar viene imprigionato da Chuundar, suo fratello, per non aver rispettato l'esilio. Revan viene a sapere che Chuundar ha preso il potere scacciando Freyyr nelle "Terre d'Ombra", ma pochi Wookiee sanno la verità, e per questo lo riconoscono come un eroe. Chuundar ha inoltre venduto diversi suoi compagni wookiee alla Czerka come schiavi. Chuundar chiede poi a Revan di uccidere un esule Wookiee nelle Terre d'Ombra; Revan e Jolee Bindo scoprono poi che si trattava di Freyyr, il padre di Zaalbar.
Revan aiuta Freyyr a recuperare la lama cerimoniale di Bacca, una potente vibrolama, e guida la rivolta dei Wookiee contro la Czerka, uccidendo Chuundar. Freyyr riprende il potere, e Zaalbar riceve da lui in dono la lama di Bacca.
Dopo la distruzione della Star Forge, Zaalbar torna probabilmente a Kashyyyk, e con la lama di Bacca prende il comando del suo villaggio, come erede di suo padre, oppure segue Revan onorando il suo debito.
Zaalbar è capace di fabbricare granate per Revan e per il gruppo. I suoi oggetti più cari sono una balestra creata da lui e la Lama Cerimoniale di Baccas, datagli dal padre Freyyr.

#### Bastila Shan
Bastila Shan è una Jedi il cui salvataggio dopo la distruzione dell'Endar Spire costituisce la missione della prima parte del gioco. Ha sconfitto Revan prima dell'inizio del gioco e si unisce alla ricerca del personaggio giocante, ma Darth Malak la cattura e la fa passare al lato oscuro. Se il protagonista sceglie il lato chiaro della Forza, sconfigge Bastila in un duello e lei si redime, aiutando la flotta della Repubblica. Se il protagonista sceglie il lato oscuro, il giocatore ha la possibilità di uccidere Bastila o permetterle di vivere. In quest'ultimo caso, Bastila diventa la sua apprendista. Bastila è anche una scelta romantica se il protagonista è un maschio del lato chiaro, e questa è la storia canonica del personaggio. Appare anche nel sequel. Ha una discendente, Satele Shan, che appare nel MMORPG Star Wars: The Old Republic.
IGN ha classificato Bastila Shan come il 62º miglior personaggio di Guerre stellari. È doppiata da Jennifer Hale.

#### Juhani
Juhani è un'ex padawan che crede di aver ucciso il proprio maestro e, passata al lato oscuro, ha contaminato il boschetto di Dantooine dove medita. Crede che, dopo quello che ha fatto, il consiglio Jedi non la riaccetterebbe e che il lato oscuro abbia un maggiore potere. A seconda di come il giocatore sceglie di proseguire la conversazione, Revan può combattere con lei e ucciderla oppure redimerla e farla unire a lui per scoprire la posizione della Star Forge. È doppiata da Courtenay Taylor.

#### Jolee Bindo
Jolee Bindo è un vecchio eremita che vive su Kashyyyk e un ex Padawan Jedi. Bindo aiuta Revan a superare i generatori di scudi che portano più in profondità nelle terre d'ombra e rimane con il suo gruppo. Dopo che il protagonista guadagna esperienza, Jolee gli racconta di come una volta era un contrabbandiere e grazie a questo aveva incontrato sua moglie Nayama. Contro la volontà del consiglio Jedi l'aveva allenata nelle vie dei Jedi, ma lei era stata portata al lato oscuro da Exar Kun e, non riuscendo a convincere Jolee di fare altrettanto, aveva combattuto contro di lui. Jolee aveva vinto ma non era riuscito a ucciderla, così lei era fuggita e aveva ucciso molti Jedi. Jolee si era aspettato di venire punito duramente per i suoi errori, ma il Consiglio aveva deciso che lui aveva imparato la lezione nel modo più duro e aveva anche considerato di promuoverlo a Cavaliere. Deluso dalla decisione dei Jedi, Jolee aveva lasciato l'Ordine e iniziato a vagare per la galassia prima di rimanere bloccato su Kashyyyk, dove incontra il personaggio giocante. È doppiato da Kevin Michael Richardson.

### Personaggi diThe Sith Lords

#### Atton Rand
Atton Rand, doppiato da Nicky Katt, è un pilota addestrato per il combattimento che il protagonista incontra sulla stazione mineraria spaziale Peragus II. Atton odia i Jedi e ha combattuto nelle Guerre Mandaloriane e nella Guerra Civile Jedi. Originariamente ha combattuto con la Repubblica e ha seguito Revan dopo che ha vinto contro i Mandaloriani ed anche quando è diventato Darth Revan, Atton è rimasto sotto il suo comando ed è diventato un cacciatore di Jedi, e la sua specialità era convertire i jedi verso la loro causa, o uccidere quelli troppo resistenti. Un giorno trovò una Jedi della quale si innamorò, ella le mostrò la forza e capito che non poteva salvarla, la uccise e lasciò i Sith, divenne così un pilota che girovagò per la galassia finché non arrivò su Peragus. Egli può diventare una sentinella Jedi durante il gioco. Viene all'inizio ricattato da Kreia nel seguire l'Esule in cambio del suo silenzio sui suoi segreti, ma poi Atton raccontando tutto all'Esule decide di rimanere perché legato dall'amicizia.

#### Bao-Dur
Bao-Dur, doppiato da Roger G. Smith, è uno zabrak da Iridonia e un tecnico che ha combattuto sotto il comando dell'Esule Jedi durante le guerre mandaloriane. Bao-Dur è l'inventore del generatore di masse oscure che ha concluso la battaglia su Malachor V cancellando completamente l'armata mandaloriana e uccidendo molti soldati della Repubblica dalla sua parte, il che ha causato a Bao-Dur pesanti sensi di colpa. L'Esule (che molto temo dopo ha fatto amicizia Bao-Dur) ha dato il comando, inviando massicci echi della Forza in tutta la galassia, Bao-Dur e L'esule spesso parlano delle guerre mandaloriane, con l'esule che può rassicurare Bao-Dur che ha fatto ciò affinché molti innocenti non morissero. Bao-Dur è addestrabile come Guardiano Jedi.

#### Mical
Mical, noto anche come il Discepolo e doppiato da Greg Ellis, è un soldato adepto della Forza a cui è stato rifiutato l'addestramento a causa delle Guerre Mandaloriane. Mical dice al personaggio giocante di volere che lui diventi il suo padrone, e diviene un personaggio giocabile unendosi al gruppo del giocatore su Dantooine se il protagonista è di sesso femminile. Il Discepolo può essere influenzato da atti del lato chiaro e può essere addestrato come consolare Jedi. Si scopre che era un allievo sotto l'Esule prima che egli partì per la guerra

#### Mira
Mira, doppiata da Emily Berry, ha perso la sua famiglia durante le guerre mandaloriane, catturata da bambina dai mandaloriani divenne una loro schiava, dalla quale Mira ha sviluppato una grande conoscenza negli esplosivi e ha sviluppato un congegno che la rende invisibile alle mine nemiche e un lanciagranate sul braccio. Dopo la guerra venne su Nar Shaddaa, e per sopravvivere in un ambiente così ostile, è diventata un cacciatore di taglie con il solo scopo di guadagnare crediti, diventando famosa per la sua tecnica di non uccidere il bersaglio a meno che sia necessario. Il suo eterno rivale, il wookiee Hanharr, lo conobbe quando egli venne incaricato di eliminarla, Hanrarr gli tese una trappola bloccandole l'uscita con le mine sperando di intrappolarla, ma Mira conoscendo la frequenza delle mine riuscì a temporaneamente a disattivarle, Hanrarr cerco di seguirla, ma in quel momento le mine esplosero, dopo l'esplosione, Hanrarr, gravemente ferito e in preda al dolore, pregò Mira di salvargli la vita, ella acconsenti e se ne andò però non molto tempo dopo Hanrarr la cominciò a cacciare con sempre più ferocia in quanto Hanrarr non sopportava i debiti di vita considerandoli schiavitù e volendo liberarsene cominciò a perseguitarla sempre più, finché apparentemente Hanrarr non morì nell'arena di Visquis.
Mira si unisce all'esule Jedi solo se egli ha un allineamento nel lato chiaro, altrimenti Hanrarr prende il posto.

#### Hanrarr
Hanharr è uno wookiee che lavora come cacciatore di taglie sul pianeta Nar Shaddaa. Egli è violento, crudele, sadico e spietato. Tempo fa, quando la Czerka Corporation giunge su Kashyyyk, Hanharr uccide la sua tribù con lo scopo di liberarli dalla schiavitù ed uccise tutti gli schiavisti. Viene catturato e reso schiavo.
Riesce a fuggire e si ritrova sulla luna del contrabbandiere in cerca di un lavoro. Viene assoldato da diverse persone per uccidere bersagli in cambio di crediti o altre volte semplicemente per sport. Un giorno venne assoldato per cacciare una ragazza dai capelli rossi di nome Mira; Hanrarr le tese una trappola bloccandole l'uscita con le mine sperando di intrappolarla, ma Mira conoscendo la frequenza delle mine riuscì a temporaneamente a disattivarle, Hanrarr cercò di seguirla, ma in quel momento le mine esplosero. Hanharr rimase in fin di vita, e la ragazza spinta dalla pietà vedendo Hanrarr che lo supplicava di aiutarlo, decide di salvarlo, legandolo a sé con un debito di vita, comune tra gli wookiee.
Hanharr pensa però che questo lo possa indebolire, ma non riesce a decidersi riguardo alla scelta di ucciderla o lasciarla vivere. Quando Mira viene catturata da Visquis nel locale chiamato Jekk Jekk Tarr il suo socio Hanharr tenta di cogliere l'opportunità per ucciderla nell'arena.
Se l'Esule è allineato con il lato chiaro Hanharr fallisce e perde i sensi per mano della ragazza. Viene salvato da Kreia, che lo obbliga a seguire i suoi ordini, in cambio del suo debito di vita, egli deve seguire Mira da lontano ma non fare del male all'esule, e che in cambio che Hanrarr uccida Mira lei rilascerà Hanrarr dal suo debito di vita. Sul pianeta Malachor V, Hanharr viene rilasciato e deve affrontare di nuovo Mira, per l'ultima volta. Mira deve decidere se uccidere lo wookiee oppure lasciarlo vivo.
Se il giocatore è allineato con il lato oscuro, Hanharr incontra per primo l'esule proponendogli un patto, informa l'esule della trappola all'interno del locale e convinto dell'apparenza crudele e spietata dell'esule decide di aiutarlo, in modo che possa raggiungere GO-TO, viene poi stordito da Mira che prende la tuta all'esule e si presenta all'incontro. Hanrarr a questo punto torna nel locale e aspetta il momento per aiutare l'esule, intanto avendo catturato Mira, Hanrarr affronta e uccide la ragazza, rimanendo però poco soddisfatto dell'uccisione, viene poi tradito dal suo socio Visquis. Hanharr quindi riesce a scappare ed a far entrare il giocatore nella struttura di Visquis, e poi lui suggerisce come rintracciare Goto e dopo ciò, Hanrarr entra a far parte del gruppo del giocatore, essendo ricattato da Kreia.

#### Brianna
Brianna, doppiata da Grey DeLisle, è l'"Ultima Servitrice" in una accademia Jedi situata su Telos IV. Inizialmente non rivela il suo nome all'Esule, così ci si riferisce a lei come alla Servitrice. Brianna si unisce al gruppo dopo aver lasciato Telos sulla Ebon Hawk se protagonista è maschio. Il suo addestramento prima di entrare nel gruppo dell'Esule ne fa un'abile combattente a corto raggio e, dopo aver soddisfatto determinati requisiti di combattimento e di conversazione, può essere addestrata per diventare un guardiano Jedi o Jedi Oscuro, ha segretamente dei sentimenti per l'esule che le causa attriti con Visas, all'inizio è leale ad Atris, ma più avanti scopre che quello che Atris aveva detto sull'esule era falso e che era frutto dei sentimenti nascosti di Atris verso L'esule, ferita perché ha deciso di seguire Revan in guerra. Kreia rivela che Brianna assume il ruolo di Atris come storico dello Jedi.

#### Visas Marr
Visas Marr è inizialmente un'apprendista di Darth Nihilus inviata a portare l'esule a lui, viene poi risparmiata dall'esule si unisce al gruppo del personaggio giocante. Proviene dal pianeta di Katarr, distrutto da Darth Nihilus quando lei era bambina. Benché cieca è comunque in grado di vedere attraverso la Forza, il che le ha permesso di trovare l'Esule Jedi. Alla fine il giocatore combatte contro Nihilus insieme a Visas, e può scegliere di far sacrificare Visas per indebolire il nemico. Visas ha poco riguardo verso la sua vita, e ciò è causato dagli insegnamenti del suo vecchio maestro che l'ha trovata ferita dopo aver distrutto Katarr, e come ultimo atto della sua umanità l'ha presa con sé e le ha insegnato a vedere con la forza. Visas è innamorata dell'esule maschio, anche se non li rivela fino a poco prima della battaglia di Telos.
Il personaggio fu progettato da Brian Menze, che si ispirò ai ninja, ai precedenti Signori dei Sith e alla Baronessa di G.I. Joe: A Real American Hero. Poiché il personaggio è in gran parte coperto – solo la metà inferiore del suo viso è visibile – Menze decise di fare ciò che era mostrato "il più sexy possibile", dandole degli abiti più colorati di quelli soliti dei signori dei Sith. Allo stesso scopo, per dare voce al personaggio fu scelta Kelly Hu, all'esordio come doppiatrice.

#### G0-T0
G0-T0, doppiato da Daran Norris, era originariamente un droide costruito per il progetto della riabilitazione di Telos e il salvataggio di una Repubblica morente. La sua programmazione comprendeva due direttive: salvare la Repubblica e seguire le leggi della Repubblica.
Tuttavia, analizzando tutte le opzioni, G0-T0 non riuscì a trovare un modo di salvare la Repubblica seguendo le sue leggi, quindi il droide in tilt sparì e decise di seguire solo una direttiva, cioè salvare la Repubblica, per far ciò diventò il capo dello Scambio, in modo da finanziare progetti per aiutare la Repubblica. Indusse anche una taglia sui Jedi in modo da poterlo aiutare a salvare la Repubblica. È lui che aggredì e smembrò HK-47 prendendo poi i suoi pezzi per fabbricare cloni aggiornati, gli HK-50. Dopo l'esplosione dello Yacht, G0-T0 si unisce all'Esule per aiutarlo usando un corpo di droide da combattimento dotato di molti dispositivi. È molto calcolatore e capisce che Revan non intendeva distruggere la Repubblica, bensì riorgazzarla e prendere il controllo delle strutture di produzione per finanziare la sua guerra contro i veri Sith.

## Avversari

### Darth Malak
Darth Malak è l'avversario principale del videogioco Star Wars: Knights of the Old Republic. Nella serie a fumetti Knights of the Old Republic viene rivelato che il suo vero nome è Alek Squinquargesimus, soprannominato Squint. Darth Malak era un umano calvo, dalla pelle chiara. Dopo un incidente, Malak dovette portare una protesi metallica che gli copriva la faccia a partire da sotto il naso in basso. Una parte della protesi gli permetteva di parlare con una voce che aveva un riverbero metallico. Darth Malak era un abile spadaccino e un buon conoscitore della Forza. Aveva fabbricato una propria spada laser diversa da quelle comuni, in quanto produceva una lama più lunga del normale.
Alek nacque sul pianeta Quelii, nel villaggio di Quargesimus. Gli abitanti del pianeta non avevano cognomi, e quando Alek emigrò dalla sua terra natia adottò il nome del suo villaggio natale come cognome. Si conosce poco delle origini di Malak e della sua infanzia, anche se possiamo ipotizzare che fosse coetaneo, o comunque di età molto ravvicinata a quella di Revan, un altro padawan che incontrò su Coruscant e del quale divenne ben presto un fedele compagno e amico. I due amici, molto potenti nella Forza, si fecero presto notare e in breve diventarono le vere stelle dell'Ordine Jedi in quel periodo, nonostante la loro giovane età.
Quando i mandaloriani cominciarono ad attaccare l'Anello Interno Revan disobbedì al consiglio Jedi e convinse molti altri compagni Jedi ad unirsi a lui, per combattere al fianco della Repubblica Galattica. Il primo che lo seguì fu Revan, il suo migliore amico. Revan e Malak reclutarono moltissimi giovani Jedi; Malak convinse personalmente Talvon Esan, Nisotsa, Cariaga Sin, Xaset Terep, e l'Esule ad unirsi a loro. Bastila Shan rifiutò l'offerta di Malak, invitando altri Jedi a seguire la saggezza del Consiglio.
Revan, Malak e i loro seguaci cominciarono a distruggere i mandaloriani battaglia dopo battaglia, e sconfissero il loro leader Mandalore the Ultimate su Malachor V. In seguito Malak e Revan presero con loro la flotta della Repubblica, e, con la scusa di lanciarsi all'inseguimento delle ultime navi Mandaloriane che si stavano spingendo verso l'Orlo Esterno, cominciarono invece a cercare le cinque mappe stellari, che li avrebbero portati dinanzi a una antichissima costruzione tecnologica rakatana; la Star Forge. Dopo essere finalmente riusciti a trovare il tempio, i due vennero corrotti dall'energia oscura che la stazione possedeva; convinsero i loro seguaci ad abbracciare il lato oscuro e fecero rivoltare gli ammiragli della Repubblica contro la loro organizzazione. Usando la persuasione e la violenza cominciarono le grandi conquiste dello spazio della Repubblica. Siccome Revan era il più potente nella Forza dei due si proclamò come signore oscuro dei Sith, mentre Malak dovette accettare il titolo di apprendista Sith di malavoglia.
Quando Bastila Shan giunse sulla nave ammiraglia di Revan usando la meditazione da battaglia, Malak vide l'occasione per uccidere sia la potente Jedi che il Signore Oscuro dei Sith per prendere il suo posto, e ordinò a Saul Karath di puntare il fuoco verso la nave di Revan. Malak credette di aver ucciso Revan e assunse il comando dell'Impero Sith.
Anche se la guerra contro la Repubblica Galattica stava procedendo bene, Malak temeva la meditazione da battaglia di Bastila, che le permetteva di coordinare e ottimizzare il rendimento di navi spaziali e degli uomini al loro comando. Malak spese molte risorse per catturarla. Malak riuscì quasi a catturarla quando mise in quarantena il pianeta Taris. Anche se riuscì a distruggere il pianeta per evitare che Bastila scappasse, lei riuscì a ritornare su Dantooine accompagnata dai suoi salvatori. Tra questi vi erano tre cittadini di Taris, Mission Vao, Zaalbar e il Mandaloriano Canderous Ordo; il pilota Carth Onasi, l'astrodroide T3-M4, e un soldato agli ordini di Bastila reclutato sulla Endar Spire.
Durante la ricerca delle Mappe Stellari il gruppo venne catturato dalla Leviathan, la nave ammiraglia di Saul Karath e Darth Malak. Il signore oscuro rivelò il passato del soldato, che era il precedente signore oscuro dei Sith Revan, e riuscì a catturare Bastila, corrompendola verso il lato oscuro e rimpiazzando l'apprendista perduto in precedenza, Darth Bandon.
Gli eroi giunsero finalmente sulla stazione spaziale rakatana chiamata Star Forge e la Repubblica si rese pronta per dare il colpo finale ai Sith. Sembrava che Malak avesse ogni vantaggio - mandando tutti gli apprendisti Jedi Oscuri e i droidi da battaglia, avrebbe potuto sconfiggere facilmente il suo ex-amico Revan. Tuttavia Revan e i suoi amici riuscirono a passare la barriera di nemici, e lo Jedi riuscì anche a sconfiggere Bastila. Malak si vide costretto a combattere personalmente contro il suo ex-maestro. Malak venne sconfitto e ucciso sulla stazione, che esplose sotto il pesante attacco della Repubblica. È doppiato da Rafael Ferrer.

### Darth Sion
Darth Sion è un Signore dei Sith unico in quanto avrebbe dovuto essere morto, se non fosse per la sua estrema forza di volontà e per la sua potenza nel lato oscuro. Il suo corpo era costituito da frammenti d'ossa ripetutamente spezzati e ricomposti. A causa della sua capacità di ricomporre dolorosamente il suo corpo e della sua passione per la tortura, Darth Traya lo soprannominò Signore del Dolore.
Sion era un maestro del lato oscuro e conosceva le tecniche più raffinate di tortura e dell'inflizione di dolore e paranoia. Aveva imparato a confluire l'energia oscura nel suo corpo, rendendolo immortale e in grado di sopportare il dolore più atroce. Conosceva anche una tecnica avanzata di drenaggio vitale che usava per curare le sue ferite. Sion padroneggiava uno stile di combattimento proprio; combinando gli aspetti del Makashi, Djem-So e Dun Möch aveva creato una potente tecnica in grado di eseguire movenze fluide e nel contempo riusciva a distrarre l'avversario per fargli perdere la concentrazione.
Quando le fazioni dell'Ordine Sith su Korriban cominciarono a scontrarsi a causa del vuoto di potere dopo la morte di Darth Malak, Sion era uno dei Sith che riuscì a fuggire verso le Regioni Ignote della galassia. Sembrava che fosse fuggito verso Malachor V, dove diventò l'apprendista di Darth Traya.
Sion aveva imparato le vie del dolore nell'Accademia Trayus del pianeta. Con la tortura e l'assassinio degli Jedi riusciva a incrementare la sua potenza nella Forza, e la sua abilità nel consumare il proprio odio, la rabbia e il dolore lo aveva reso immortale. Sion era un maestro dell'uso della spada laser e possibilmente il più pericoloso Assassino Sith di quell'epoca. Sion era responsabile della morte di innumerevoli Jedi durante la guerra d'ombra iniziata da lui e da Darth Nihilus. Mentre era su Korriban, catturò e uccise la Maestra Jedi Lonna Vash, che era una dei membri del Consiglio Jedi sopravvissuti al disastro di Katarr. Darth Sion incontrò l'Esule nell'accademia Sith e lo sconfisse, ma con l'aiuto di Kreia riuscì a scappare e ad evitare il destino di Vash.
Darth Sion, assieme a Darth Nihilus, era un ex-allievo della Signora del Tradimento Darth Traya, prima che loro due le strappassero la connessione con la Forza e la esiliassero dall'Ordine Sith. Nel nucleo della Accademia Trayus l'Esule incontrò di nuovo il Signore del Dolore, e non riuscì a sconfiggerlo usando le tecniche migliori dell'uso della spada laser, in quanto Sion era immortale grazie al Lato Oscuro. A Darth Sion non interessava creare un Impero per governare la Galassia; cercava solo di distruggere l'Ordine Jedi in modo completo usando la sua schiera di Assassini Sith.
Sion cominciò a perdere fiducia in ciò che credeva quando l'Esule gli disse che ormai Darth Traya aveva già scelto lui come allievo, e aveva abbandonato da tempo Sion. Combinando la sua abilità di persuasione con i consigli di HK-47, l'Esule fu in grado di erodere la volontà di Sion, che alla fine si arrese e sacrificò la sua vita alla Forza, contento di lasciare, alla fine, la sua tormentata esistenza. È doppiato da Louis Mellis.

### Darth Nihilus

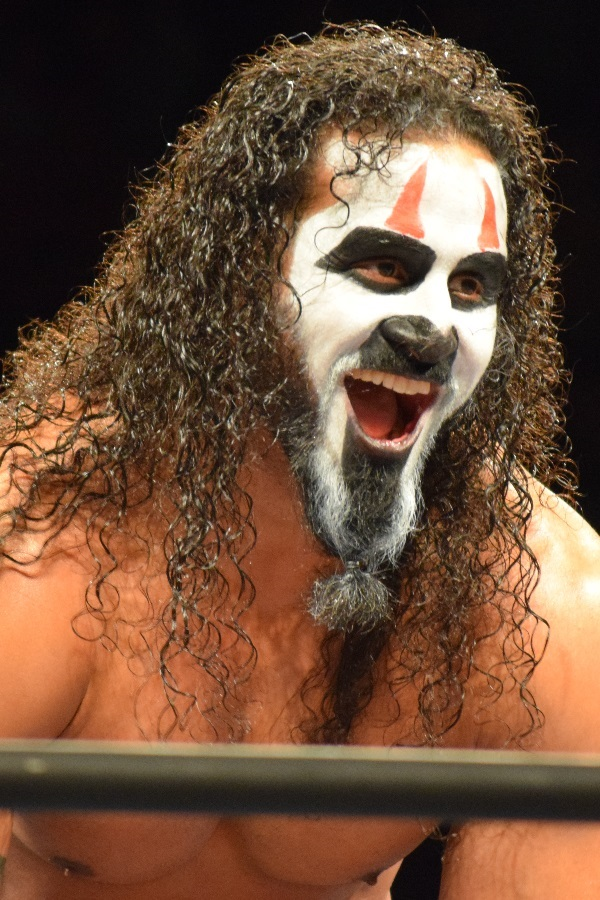
La pittura facciale del wrestler professionista Tama Tonga è basata sulla maschera di Darth Nihilus.

Darth Nihilus è un signore oscuro dei Sith e uno dei due apprendisti di Darth Traya, nominato da lei il "Signore della Fame" poiché aveva la capacità di nutrirsi della Forza stessa per sostenersi, uno dei più antichi e potenti segreti Sith. Nihilus era in grado di assorbire la forza vitale, consumando completamente qualsiasi essere vivente, perfino un intero pianeta, potendo in seguito utilizzare l'energia assorbita per curare le sue ferite, sostenersi e allungare la propria esistenza.
Sopravvissuto al disastro delle guerre mandaloriane, Darth Traya lo scoprì e cominciò ad addestrarlo nelle vie dei Sith nell'Accademia Trayus su Malachor V. Essendo in disaccordo con i metodi di addestramento di Traya, che incorporava il lato chiaro assieme al Lato Oscuro e parlava di condurre una "guerra d'ombra" contro l'Ordine Jedi, Nihilus, assieme a un altro allievo di Traya, Darth Sion, organizzò il tradimento della sua Maestra. Nihilus usò una potente tecnica per tagliare il suo collegamento con la Forza e Traya venne esiliata dall'ordine Sith per sempre. Nihilus e Sion si divisero per condurre la guerra a modo loro - il Signore della Fame prese con sé le truppe Sith rimaste dopo il massacro della guerra civile Jedi, e Sion radunò le legioni di Assassini Sith per cacciare gli Jedi e colpirli nell'oscurità.
Darth Nihilus uccise e consumò numerosi esseri viventi, e coloro che non venivano completamente consumati diventavano schiavi senza volontà, reclutati sulla sua nave ammiraglia, la semidistrutta Ravager. La sua fame per gli esseri viventi e la Forza lo aveva consumato al punto di trasformarlo in qualcosa di mostruoso, non più umano; appariva come un uomo alto, ma aveva le sembianze di un fantasma nero, e nemmeno la maschera bianca rendeva possibile distinguere una possibile faccia.
Nel 3.952 BBY Nihilus venne a sapere del raduno segreto di Katarr in cui Atris aveva richiamato quasi tutti gli Jedi sopravvissuti alla guerra civile Jedi, che erano poco più di un centinaio. Nihilus giunse con la sua nave e consumò il pianeta, uccidendo quasi tutti gli Jedi e gli abitanti nativi, i miraluka. Solo pochi Jedi riuscirono in qualche modo a fuggire, mentre i miraluka perirono tutti. Eccetto uno, una giovane ragazza di nome Visas Marr. Mentre Visas era in punto di morte, il Signore Oscuro dei Sith giunse dinanzi a lei e la portò nella sua nave. Nihilus le curò le ferite, e le fece vedere la Galassia; da quel momento Visas diventò la sua apprendista.
Nel 3.951 BBY Nihilus avvertì la potente presenza dello Esule Jedi nel lato chiaro della Forza, e ordinò a Visas di portarlo di fronte a lui, per consumare la sua essenza vitale. Questo si rivelò un pericoloso passo falso per il Signore della Fame, in quanto Visas non riuscì a sconfiggere l'Esule, e colpita dalla compassione mostratale, abbracciò il lato chiaro. Tempo dopo, l'Esule, Canderous Ordo e Visas Marr riuscirono ad abbordare la Ravager che era giunta nei pressi di Telos. Quando Nihilus provò a consumare l'Esule si indebolì moltissimo, poiché il Jedi aveva perso il contatto con la Forza. Nihilus venne ucciso dall'Esule, grazie anche all'aiuto di Visas che era riuscita a troncare definitivamente il legame con il suo ex-Maestro.
Darth Nihilus ricomparve comunque come Fantasma di Forza nel 137 ABY nel fumetto Star Wars: Eredità, quando Darth Krayt lo evocò da suo holocron assieme ad altri due signori oscuri del passato, Darth Andeddu e Darth Bane.

## Altri personaggi

### Atris
Atris è una maestra Jedi, membro del consiglio Jedi, e una degli ultimi Jedi ancora devoti al lato chiaro. Prima delle guerre mandaloriane Atris ha assunto il ruolo di storica dei Jedi, e vede l'ordine come simbolo di purezza e giustizia. Con il tradimento dell'Esule Jedi, che parte per combattere insieme a Revan in guerra, Atris comincia ad avere dei dubbi sulle proprie convinzioni, e su come possa essere gestita la situazione. Vorrebbe partire anch'essa per andare in guerra, ma teme di essere bloccata dal Consiglio Jedi, contrario all'azione senza riflessione. Vive un doloroso conflitto interno, in cui una parte vorrebbe punire l'esule e un'altra vorrebbe seguirlo per capire il motivo del suo tradimento.
Segretamente, comincia a collezionare molti holocron Jedi e Sith, per carpirne i segreti più inaccessibili. Da qui comincia la sua lenta corruzione che la porta inevitabilmente verso il lato oscuro. Ben prima delle guerre mandaloriane e della guerra civile Jedi ha costruito una nuova base su Telos, in una zona ghiacciata, dove vi è una sala per il consiglio, e una stanza di meditazione, in cui tiene le reliquie Jedi. Si è isolata dal mondo esterno per cercare di capire i difetti degli insegnamenti Jedi, e perché così tanti Jedi vengano corrotti. Prende al suo servizio sei sorelle echani, addestrate per resistere alla Forza ma non ad usarla. Una delle sorelle, però, può percepire la Forza, in quanto è Brianna, figlia della Maestra Jedi esiliata di nome Arren Kae.
Nel 3.952 BBY decide di organizzare un consiglio dei Jedi in segreto, chiamando a sé tutti i maestri più importanti (tra cui Vrook Lamar, Vandar Tokare e Zhar Lestin) sul pianeta Katarr, una colonia della razza miraluka. Atris sparge la voce all'insaputa degli altri maestri, per attirare i Sith allo scoperto e sperando di poterli sconfiggere con la flotta della Repubblica. Sfortunatamente, la minaccia giunge sotto forma di un singolo Sith: Darth Nihilus. Egli si nutre della Forza presente nei pianeti, e in questo caso consuma tutti i maestri Jedi, e i miraluka. Atris riesce a salvarsi misteriosamente, insieme a pochi altri Jedi.
Sentendosi in colpa, si ritira segretamente nella sua accademia, nascondendosi agli altri Jedi. Un anno dopo, Atris incontra l'Esule nella sua accademia e gli offre appoggio per fermare i Sith che stavano tentando di distruggere i Jedi. La donna anziana Kreia ha capito cosa sta succedendo alla storica: ha accumulato le conoscenze Sith per creare un nuovo ordine Jedi, illudendosi di poter perfezionare gli allievi che sarebbero eventualmente venuti a lei.
Per evitare che Brianna possa eventualmente percepire la presenza del lato oscuro, Atris la manda in missione per aiutare l'Esule Jedi. In seguito Atris viene corrotta definitivamente dal lato oscuro della Forza a causa della oscura influenza degli holocron, e dal fatto che ha percepito un disturbo nella Forza, causato dalla figlia di Arren Kae che sta addestrandosi lungo le vie della Forza sotto la guida dell'Esule, cosa che la fa sentire tradita dalla sua servitrice.
In seguito Kreia riesce a tornare all'accademia e con l'aiuto della Servitrice, mentre l'Esule è ancora svenuto su Dantooine. Kreia, rivelatasi la vera ideatrice del piano di distruzione dei Jedi, convince Atris a rinnegare gli insegnamenti Jedi e a diventare la nuova Darth Traya, la traditrice del presente che aveva ucciso tantissimi Jedi attirando i Sith su Katarr.
Poco dopo, Atris affronta la Servitrice che è tornata per cercare di convincere le sue sorelle a non ascoltare la loro Signora. Atris, essendo molto più esperta nel combattimento, sconfigge Brianna fulminandola. L'Esule arriva in tempo e ingaggia un feroce combattimento che lo vede vittorioso. Atris chiede quindi di essere uccisa, tuttavia l'Esule rifiuta e dopo averle parlato le concede di andare in esilio, liberandola dalla malefica influenza degli holocron Sith. Il suo destino finale è sconosciuto. È doppiata da Elizabeth Rider.

### Azkul
Azkul è un veterano della guerra civile Jedi che diventa in seguito un mercenario. Azkul, come Atton Rand, fa parte di una unità speciale addestrata specificatamente per catturare Jedi e torturarli a morte per farli passare al Lato Oscuro. Probabilmente ha perso l'occhio destro durante la guerra. Questo addestramento gli dà una forte resistenza mentale e una grande forza di volontà, rendendolo capace di combattere contro uno Jedi e avendo buone possibilità di uscire vivo dal duello.
Come molti soldati che dopo la guerra hanno perso il lavoro, Azkul trova una soddisfacente fonte di crediti facendo il mercenario per la Czerka. Su Dantooine comincia a mettere a punto un piano per invadere la piana di Khoonda, in cui era stato stabilito un governo provvisorio per la ricolonizzazione del pianeta.
Nel 3.951 BBY, viene assoldato dalla Czerka Corporation per uccidere l'amministratore di Khoonda, Terena Adare, per destabilizzare l'economia del pianeta. Sfortunatamente per Azkul e i suoi mercenari, l'Esule Jedi e il maestro Vrook Lamar arrivano in tempo per unire le proprie forze e fornire un'adeguata protezione alla sede di Khoonda, utilizzando un buon arsenale militare e riparando torrette laser, piazzando mine e riparando diversi droidi da guerra. Inoltre, l'Esule riesce a radunare un certo numero di militanti occasionali per proteggere la piana. Molti degli uomini di Azkul periscono sotto il fuoco delle torrette, ma lui riesce ad entrare nella roccaforte con alcuni mercenari. Durante l'assalto finale, il suo braccio destro Dopak lo tradisce e viene sconfitto.

### Calo Nord
Calo Nord è un personaggio visto nel videogioco Star Wars: Knights of the Old Republic. In giovane età, Calo è venduto come schiavo dai suoi genitori, ma durante il suo sedicesimo anno di vita uccide i suoi padroni e anche i suoi parenti. Diventa in breve tempo uno spietato mercenario, e viene assunto da Davik Kang per aggiungersi ai membri dello Scambio.
Calo a prima vista è un piccolo ometto che indossa abiti semplici, con occhi e capelli celati da un berretto e degli occhiali da pilota. Sotto i vestiti porta una speciale armatura basata su un disegno mandaloriano; per assicurare l'unicità della sua armatura, ha ucciso il suo inventore. Generalmente va a caccia di taglie consistenti su criminali di ogni genere, e se qualcuno lo disturba, conta fino a tre per dare il tempo all'incauto di andarsene, e nel caso rimanga lancia una granata fumogena per accecarlo e in seguito lo uccide con qualche colpo di blaster ben piazzato.
Quando Malak ordina il bombardamento di Taris, Calo rimane intrappolato sotto un cumulo di travi di metallo nell'hangar di Davik Kang, mentre Revan e i compagni fuggono a bordo della Ebon Hawk. In seguito Calo si salva, e viene assoldato da Malak per dare la caccia a Bastila, ed eventualmente uccidere i suoi compagni. Tuttavia il cacciatore incontra la sua fine su uno dei pianeti su cui si trovano le Mappe Stellari insieme ai suoi compagni mercenari, non potendo essere all'altezza di uno Jedi. È doppiato da Lloyd Sherr.

### Chuundar
Chuundar nasce sul pianeta Kashyyyk. Dopo che suo fratello, Zaalbar, viene esiliato perché aveva commesso un reato, Chuundar ha preso il potere scalzando suo padre, guadagnando l'approvazione delle tribù wookiee. Segretamente, vende alcuni Wookiee come schiavi per la Czerka Corporation.
Quando Zaalbar, accompagnato da Revan e i suoi compagni, arriva su Kashyyyk, Chuundar imprigiona suo fratello per non aver reso onore al suo esilio. Chuundar chiede a Revan di uccidere uno Wookiee che si trova nelle Terre d'Ombra del pianeta; lo wookiee in questione è Freyyr, il padre di Chuundar e Zaalbar. Revan aiuta Freyyr a recuperare la Lama di Bacca, una spada di metallo cerimoniale che è un importante simbolo per la gente wookiee. Con la spada in pugno Freyyr e Revan si rivoltano contro Chuundar e la Czerka, liberando Kashyyyk dalla schiavitù. Chuundar rimane ucciso nello scontro e Freyyr riprende il controllo delle tribù, dando a Zaalbar la lama preziosa.
In base alle scelte del giocatore, Chuundar può prendere il controllo completo delle tribù e fare in modo che sia Freyyr a perdere la vita.

### Darth Bandon
Darth Bandon viene addestrato inizialmente tra le file dei Jedi, ma ben presto si vede costretto ad abbandonare l'ordine perché non riesce a controllare la propria rabbia. Decide quindi di andare su Korriban, per accedere all'accademia Sith. Ben presto abbraccia il lato oscuro della Forza ed essendo potente in essa Darth Malak vede in lui un possibile candidato al titolo di signore oscuro. Prendendolo come apprendista, all'insaputa del suo maestro Revan, gli impartisce gran parte della conoscenza Sith. Bandon di solito indossa un'armatura in fibra, costruita da lui stesso, per adattarsi bene alle vesti Sith, in modo da rinforzarle.
Durante l'assalto dei Sith alla nave Endar Spire, Bandon sale a bordo per cercare di catturare Bastila Shan, ma trova un soldato veterano, Trask Ulgo, che si sacrifica per permettere all'inconsapevole Revan di fuggire insieme a Carth Onasi.
Molti Jedi sono caduti di fronte alla sua spada laser a doppia lama rossa. Si dice che in poco tempo avrebbe sfidato Malak per il titolo di Signore dei Sith, eventualmente sconfiggendolo e superandolo in potenza. Tuttavia, qualunque piano per il futuro non andrà a termine, poiché durante una missione di ricerca di Bastila e compagni richiesta da Malak, Bandon viene affrontato e sconfitto da Revan, il vecchio maestro di Malak, su uno dei pianeti su cui risiedono le mappe stellari. È doppiato da Neil Kaplan.

### Davik Kang
Davik Kang era il capo della corporazione chiamata Scambio, una organizzazione criminale intergalattica. La sede capitanata da Davik si trovava sul pianeta Taris. L'associazione lavorava indisturbata perché la quarantena imposta dai Sith sul pianeta non riguardava in alcun modo i bassifondi della città, e inoltre Davik non recava disturbo alle pattuglie della città superiore. Davik aveva al suo servizio diverse persone, come mercenari e guerrieri. I due componenti della sua banda più efficienti erano il cacciatore di taglie Calo Nord e il guerriero mandaloriano Canderous Ordo, per tenere la zona povera della città sotto stretto controllo.
Davik possedeva una nave veloce, chiamata Ebon Hawk, che usava per viaggiare da una zona all'altra del pianeta senza dover affrontare il controllo delle truppe Sith. Inoltre aveva una collezione di teste di diversi animali, umani e alieni, tra cui quella di un rancor, portategli da Calo. Dopo il salvataggio di Bastila Shan, Canderous propose a Revan di usare i codici di lancio della base Sith per fuggire dal pianeta, rubando il vascello di Davik. Insieme lavorarono e prepararono il piano per rubare la Ebon Hawk.
Intanto Darth Malak cominciò a bombardare il pianeta per cercare di uccidere Bastila e compagni. Mentre il gruppo si stava avvicinando alla nave vennero intercettati da Davik e da Calo, che cercarono di fermarli. Tuttavia il bombardamento intenso dei Sith causò il collassamento del soffitto dell'hangar, le cui travi di metallo crollarono in testa a Davik e a Calo. Nel trambusto Revan e soci fuggirono sulla Ebon Hawk, lasciando i due criminali per morti. Davik incontrò la sua fine in quel frangente; tuttavia, Calo era ancora vivo.

### Generale Vaklu
Il generale Vaklu appare in Star Wars: Knights of the Old Republic II: The Sith Lords. È il comandante delle forze armate di Onderon durante le guerre mandaloriane e la guerra civile Jedi.
Durante l'occupazione mandaloriana, Vaklu agisce come leader della resistenza e il suo aiuto è essenziale nella cacciata degli invasori dal pianeta. Dopo la sua vittoria contro i mandaloriani, il pianeta viene invaso dalle forze Sith di Darth Revan. Anche in questo caso Vaklu riesce ad avere un grande ruolo nella liberazione. La gente comincia a vedere il Generale come uno dei più grandi eroi di Onderon.
Dopo la guerra, Vaklu comincia a cambiare la sua visione politica del pianeta. Non è d'accordo con la Regina Talia, sua cugina, riguardo alla appartenenza del pianeta alla Repubblica. Pensa che la Repubblica, come aveva fatto in passato, avrebbe continuato a portare la guerra su Onderon, e che avrebbe costretto a consegnare preziose risorse ai pianeti danneggiati come Telos. La sua popolarità tra gli ufficiali e tra la gente comune gli conferisce grande potere.
Con l'aiuto del suo braccio destro, il colonnello Tobin, Vaklu dà il via ad una ribellione attaccando le navi Repubblicane che erano state intrappolate intorno allo spazio del pianeta. Vaklu afferma che è stata la Repubblica ad attaccare e che la gente di Onderon deve aver capite di essere ormai in un'altra guerra. Afferma che la regina Talia agisce troppo lentamente e che lui avrebbe dovuto prendere il suo posto, come legittimo governatore di Onderon. Vaklu si allea con un signore dei Sith, Darth Nihilus, le cui forze darebbero una mano ad occupare il pianeta e a sconfiggere i soldati reali, finché a loro sia permesso entrare nella tomba di Freedon Nadd su Dxun.
Sfortunatamente per Vaklu e Tobin, l'Esule Jedi giunge sul pianeta in cerca di uno dei maestri Jedi, Kavar, che sta lavorando nel Palazzo Reale di Iziz come consigliere della Regina. Insieme riescono a sconfiggere le forze di Vaklu e di Nihilus, e aiutano Talia a riprendere il potere perduto. Vaklu viene messo in prigione, sotto consiglio dell'Esule, e Tobin riesce a fuggire con l'aiuto di Kreia.
Se l'Esule segue il lato oscuro può schierarsi con Vaklu, e uccidere Talia e Kavar. L'Esule può scegliere di non consigliare a Talia di imprigionare il generale, e quindi Vaklu viene giustiziato sul posto.

### Regina Talia
La Regina Talia compare in Star Wars: Knights of the Old Republic II: The Sith Lords. È la regina del pianeta Onderon durante gli anni dopo la guerra civile Jedi. È la figlia della Regina Galia e dell'ex-cavalcabestia Re Oron Kira, e la nipote dei corrotti Re Ommin e Regina Amanoa. Probabilmente, è una discendente di Freedon Nadd.
Durante il suo regno, rimane in costante conflitto con il cugino, il generale Vaklu. Questo porta ad una guerra civile, dopo che Vaklu tenta di detronizzarla con l'aiuto delle forze dei Sith, per separare Onderon dalla Repubblica.
Il suo consigliere principale è il maestro Jedi Kavar, che serve anche come ufficiale per le manovre strategiche. L'Esule Jedi, durante la ricerca dei maestri, arriva sul pianeta, e la sua presenza decide il destino della Regina e di Onderon. L'Esule, fedele alla luce e alla Repubblica, riesce a riunire molte delle forze Onderoniane fedeli alla Regina per eseguire un attacco massiccio contro i separatisti di Vaklu e Tobin. L'esule riesce a sconfiggere le truppe ribelli grazie anche all'uso della tecnica chiamata meditazione tattica, che ha usato nella sala del trono, e la Regina riesce a sopravvivere. Talia dispone che Vaklu venga messo in prigione, sotto consiglio dell'Esule. La Regina ricompensa l'Esule per il suo aiuto, dandogli molti artefatti che sono conservati nel museo e che sono appartenuti ai suoi antenati sensibili alla Forza. Quando si verifica l'invasione di Telos, Talia invia molte truppe alla stazione Citadel per aiutare i Telosiani a sconfiggere le forze mandate da Darth Nihilus.
Basandosi sulle predizioni di Darth Traya, Talia avrebbe avuto un regno lungo e prosperoso; la sua devozione alla Repubblica avrebbe però fatto perdere, gradualmente, l'identità culturale di Onderon, mescolandosi alla cultura comune Repubblicana.

### Saul Karath
Saul Karath è un personaggio visto nel videogioco Star Wars: Knights of the Old Republic e nell'omonima serie di fumetti. Era un ufficiale repubblicano che ha combattuto nelle guerre mandaloriane sotto il comando di Revan e Malak, ed è stato il mentore e uno dei vecchi amici di Carth Onasi, dotato di una grande abilità strategica, ha condotto l'armata repubblicana verso la vittoria, finché poco dopo la fine della guerra ha cercato di convincere Carth di unirsi a lui in quanto stava per abbandonare la Repubblica per seguire Revan e Malak, diventando il secondo in comando di Malak dopo la morte del suo predecessore, ucciso da Malak stesso per aver disubbidito a un suo ordine.
Uno dei primi incarichi di Karath come ammiraglio Sith è di distruggere il pianeta Telos, un compito che porta a termine senza pietà per paura. Questa azione porta il suo vecchio amico Carth Onasi, a giurare vendetta contro di lui. L'Ammiraglio Karath diviene in seguito il comandante dell'intera flotta Sith sotto Darth Malak. Karath è al comando dell'attacco effettuato a Taris, e attacca il pianeta riducendolo in rovine per evitare che Bastila Shan possa fuggire dalla città. È responsabile anche dell'attacco dell'enclave Jedi di Dantooine, dove muoiono molti Jedi. I membri del consiglio Jedi riescono a fuggire per unirsi alla flotta repubblicana.
Durante uno dei viaggi della Ebon Hawk il raggio traente della Leviathan riesce a prendere la nave e i sottoposti di Karath catturano l'equipaggio. Karath si diverte a torturare tre membri: Carth Onasi, la padawan Bastila Shan e un altro giovane. Secondo le parole di Bastila e di Carth il lato oscuro ha corrotto l'uomo da valoroso e buono che era un tempo a completamente malvagio e sadico. Il gruppo riesce a fuggire dalla prigione e affronta l'ammiraglio sul ponte, che riceve supporto da diversi Sith trooper e due Jedi Oscuri. Dopo la sconfitta, il morente Karath dice a Carth la verità sul suo giovane compagno: è Darth Revan, il precedente signore oscuro dei Sith. È doppiato da Robin Sachs.